# Илария Тути
Илария Тути (на италиански: Ilaria Tuti) е италианска писателка на произведения в жанра трилър, криминален роман и исторически роман.

## Биография и творчество
Илария Тути е родена на 26 април 1976 г. в Джемона дел Фриули, Италия. Следва икономика и търговия. След дипломирането си, но тъй като има афинитет към по-творчески занимания, започва да работи като илюстратор на свободна практика към малко независимо издателство.
През 2014 г. разказът ѝ „Езическо момиче“ печели голямата жълта награда на град Католика за разказ. Други нейни разкази са публикувани в различни издания и антологии.
През 2018 г. е издаден романът ѝ „Цветя над ада“ от успешната ѝ поредица „Тереза Баталия“. Главна героиня е на 60-годишната комисарка и профайлър Тереза Баталия, която с млад инспектор разследва жестоко убийство в покрайнините на идилично селище в Алпите на границата между Италия и Австрия. Романът печели редица награди (сред които Prix Bete Noire 2019, Prix Nouvelles Voix du Polar), а през 2023 г. стартира телевизионен сериал по него.
През 2020 г. е издаден историческият ѝ роман „Скално цвете“. Разказът е за времето на Първата световна война и представя историята на група селски жени, които изнасят на гръб с плетени кошници провизии и боеприпаси до сражаващите се италиански войски в района на Карнийските Алпи, възхвалявайки смелостта и издръжливостта на жените, тяхното себеотрицание, жертвоготовност и желание за мир. Романът получава наградата „Кортина д'Ампецо“ за произведения свързано с планината и националната литературна награда за писателки.
Илария Тути живее със семейството си в Джемона дел Фриули.

## Произведения

### Самостоятелни романи
- Isabel (2012)
- Fiore di roccia (2020) – награда „Кортина д'Ампецо“, национална литературна награда за писателки[2]
- Come vento cucito alla terra (2022)
Като вятър, съшит със земята, изд. „Лемур“ (2023), прев. Ваня Георгиева

### Поредица „Тереза Баталия“ (Teresa Battaglia)
- La ragazza dagli occhi di carta (2015) – електронна книга, предистория

1. Fiori sopra l'inferno (2018)[1][3]
Цветя над ада, изд. „Лемур“ (2022), прев. Ваня Георгиева
2. Ninfa dormiente (2019)
Спящата нимфа, изд. „Лемур“ (2023), прев. Ваня Георгиева
3. Luce della notte (2021)
4. Figlia della cenere (2021)

### Поредица „Автобусна спирка“ (Bus Stop) – електронни книги
- La fame e l'inferno (2013)
- Ceneri (2013)
- Profondo Alpha (2014)
- Nido di carne (2014)
- Egemona (2014)
- Cerberus (2014)
- Caccia all'uomo: Romanzo breve (2015)

### Графични романи
- La bambina pagana (2021) – с Ивано Гранато

### Разкази
- Above (2014)
- Bambina pagana (2014) – голямата жълта награда на град Католика
- Spaccami il cuore (2014)
- Fiori d'inverno (2015)
- Di terra e di mistero (2020)